# Dos pillos y pico
Dos pillos y pico es una película española dirigida por Ignacio F. Iquino.

## Argumento
Víctor es un vago y caradura al que le gusta ganar dinero fácil. Instigado por su novia, comienza a pedir limosna por las calles. Las cosas llegan a irle tan bien que primero se hace con los servicios de Fernandín, un pequeño espabilado y peleón.